# Miss Viborg
|  | Denne artikel er oprettet af botten Steenthbot ud fra en ekstern database. Den kan derfor have sproglige fejl eller mangler. Denne skabelon kan fjernes efter kontrol af indholdet. |

Miss Viborg er en dansk spillefilm fra 2022 instrueret af Marianne Blicher.

## Handling
I en jysk provinsby er der tilsyneladende intet nyt under solen. Førtidspensionisten og tidligere skønhedsdronning, Solvej, lever helt isoleret med vante rutiner og dyrkning af gamle knuste drømme. På sin pensionistknallert tøffer hun rundt med hunden, Poul Reichhardt, og supplerer førtidspensionen med salg af sine receptpligtige piller i lokalområdet. Naboens datter, den rodløse og grænsesøgende, 17-årige Kate, aner ikke hvad hun skal stille op med sig selv og sit liv, og i et anfald af kedsomhed bryder hun ind i nabolejligheden, men overraskes af Solvej. Nu begynder et spil om, hvem der snyder hvem, men der opstår også et uventet venskab. Måske har livet mere at byde på for begge, hvis de bare tør.

## Medvirkende
- Ragnhild Kaasgaard
- Kristian Halken
- Isabella Møller Hansen